# 捷克地理

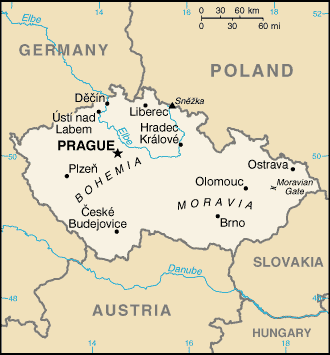

捷克共和国的地形非常复杂，西部波希米亚是易北河（捷克語：Labe）和伏尔塔瓦河流域，周围是山地，包括捷克最高峰，海拔1,602米的斯涅日卡峰，东部摩拉维亚地区是摩拉瓦河流域，也包括奥得河（捷克語：Odra）的源头，捷克境内的河流分别流往北海、波罗的海和黑海。
捷克是內陸國家。根据1929年的凡尔赛条约，德国易北河下游汉堡3万平方米的摩尔达乌港租借给捷克斯洛伐克，直到2028年，目前捷克继承了租借权。

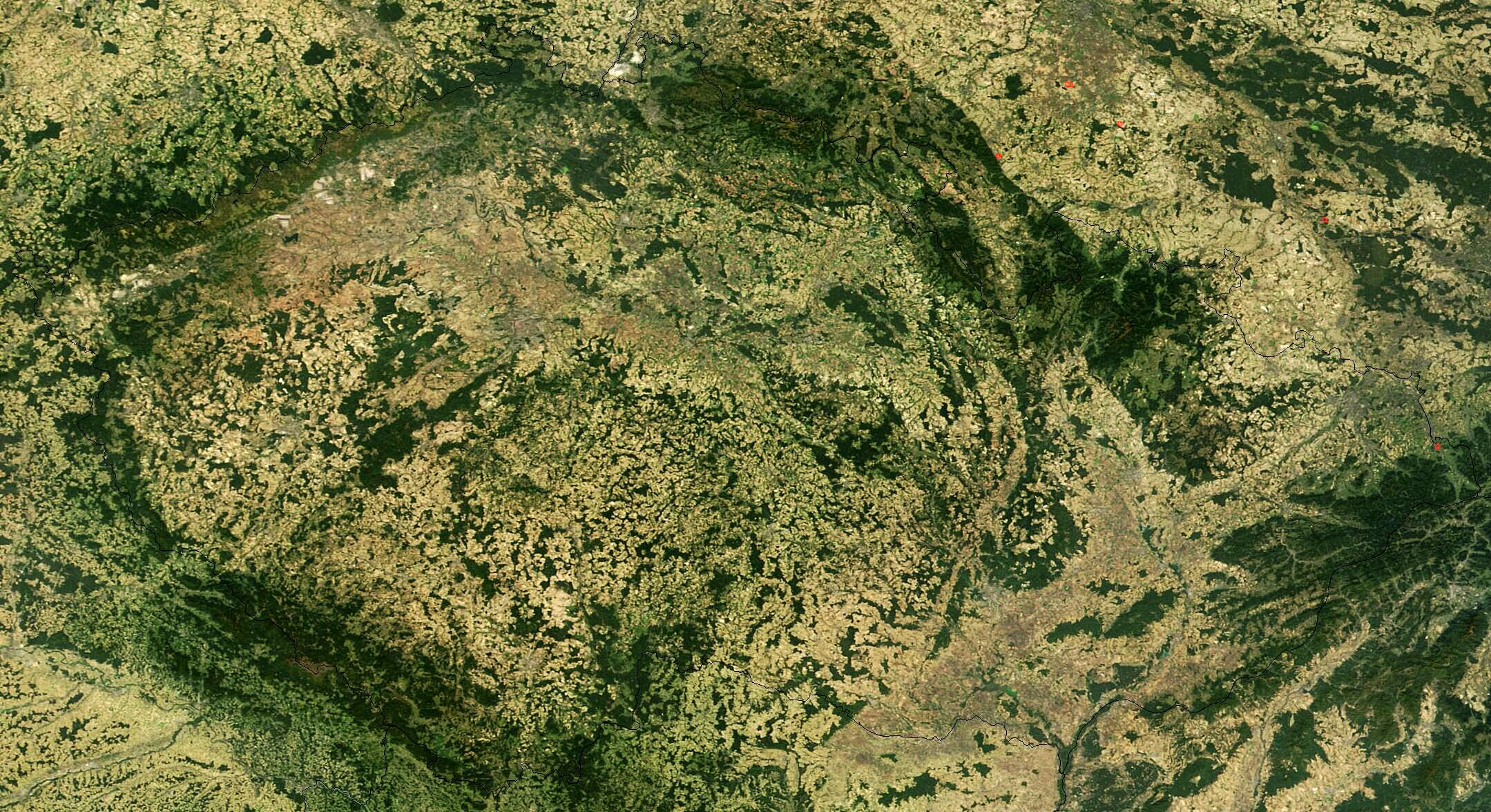
捷克的卫星照片

## 地理位置
- 地理坐标：49°45′N 15°30′E / 49.750°N 15.500°E

- 国境线全长：1 881 千米
  -  奥地利（362千米接壤）
  -  德国（646千米接壤）
  -  波蘭（658千米接壤）
  -  斯洛伐克（215千米接壤）

## 面积
- 全部面积：78 866 平方千米
  - 陆地面积：77 276 平方千米
  - 水域面积：1 590 平方千米
- 面积比较：比苏格兰略大，比美国南卡罗来纳州略小。

## 气候
- 夏季炎热。
- 冬季阴霾寒冷，多降雪。

## 地形
- 西部波希米亚是丘陵、山地和围绕高原的山区。
- 东部摩拉维亚多山地。

### 海拔高度
- 最低点：易北河，115 m
- 最高点：斯涅日卡峰 1602 m

## 自然资源
- 煤
- 高岭土
- 黏土
- 石墨
- 木材
- 铀

### 土地利用
- 可耕地：41%
- 粮田：2%
- 牧草：11%
- 森林：34%
- 其他：12% (1993年数据)
- 灌溉面积：240 km² (1993)

## 自然灾害
- 洪水